# Othonocheirodus
Othonocheirodus is een monotypisch geslacht van straalvinnige vissen uit de familie van de karperzalmen (Characidae).

## Soort
- Othonocheirodus eigenmanni Myers, 1927